# Алън Кънингам
 Тази статия е за британския генерал.  За ботаника вижте Алън Кънингам (ботаник).  
Алън Гордън Кънингам (на английски: Alan Gordon Cunningham) е британски генерал.
Роден е на 1 май 1887 година в Дъблин в семейството на Даниъл Джон Кънингам, шотландски професор по анатомия в местния университет. Негов по-голям брат е адмирал Андрю Кънингам. Завършва Кралската военна академия и от 1906 година служи в артилерията. През 1938 година е произведен в генерал-майор и е назначен за командващ на противовъздушна дивизия. През 1940 година става командващ британските сили в Кения и успешно ръководи южния фронт на Източноафриканската кампания, довела до изтласкването на италианците от Източна Африка. След това получава командването на Осма армия, с която започва Операция „Крусейдър“, но предпазливите му действия предизвикват недоволството на генерал Клод Окинлек и той е отзован във Великобритания, където остава до края на войната. През 1945 – 1948 година Кънингам е върховен комисар на Палестина.
Алън Кънингам умира на 20 януари 1983 година в Роял Тънбридж Уелс.